# Eurycentrus wanei
Eurycentrus wanei är en stekelart som beskrevs av Jean Risbec 1957. Eurycentrus wanei ingår i släktet Eurycentrus och familjen bredlårsteklar.
Artens utbredningsområde är Senegal. Inga underarter finns listade i Catalogue of Life.